# Dryophytes
A Dryophytes  a kétéltűek (Amphibia) osztályába és  a békák (Anura) rendjébe, a levelibéka-félék (Hylidae) családjába és a Hylinae alcsaládba tartozó nem.

## Elterjedésük
A nembe tartozó fajok Észak-Amerikában a Sierra Nevadától keletre, Kanada déli részétől Mexikóig és a szomszédos Guatemaláig, valammint Ázsia keleti részén, Oroszországban, a Koreai-félszigeten, Japánban, Kínában és a Rjúkjú-szigeteken honosak.

## Taxonómiai helyzete
A nemet először Fitzinger írta le 1843-ban. Később, 1882-ben Boulenger a Hyla nembe helyezte át. Fouquette és Dubois 2014-ben a Hyla alnemeként sorolta be. 2016-ban ismételten önálló nem rangot kapott Duellman és munkatársai munkáját követően.
A nemet a Hyla nemtől elsősorban nem morfológiai, hanem földrajzi jellemzők különböztetik meg. A Hyla nem békái az Óvilágban élnek, míg a Dryophytes nembe tartozók az Újvilágban honosak. Legtöbbjük Észak-Amerikában él, de három faj Ázsia mérsékelt égövi területein található meg.

## Rendszerezés
A nembe az alábbi fajok tartoznak:
- Dryophytes andersonii (Baird, 1854)
- Dryophytes arboricola (Taylor, 1941)
- Dryophytes arenicolor (Cope, 1866)
- Dryophytes avivoca (Viosca, 1928)
- Dryophytes bocourti (Mocquard, 1899)
- Szürke levelibéka (Dryophytes chrysoscelis) (Cope, 1880)
- Észak-amerikai levelibéka (Dryophytes cinereus) (Schneider, 1799)
- Dryophytes euphorbiaceus (Günther, 1858)
- Mexikói levelibéka (Dryophytes eximius) (Baird, 1854)
- Dryophytes femoralis (Daudin, 1800)
- Dryophytes flaviventris Borzée and Min, 2020
- Dryophytes gratiosus (LeConte, 1856)
- Dryophytes immaculatus (Boettger, 1888)
- Japán levelibéka (Dryophytes japonicus) (Günther, 1859)
- Dryophytes plicatus (Brocchi, 1877)
- Dryophytes squirellus (Daudin, 1800)
- Dryophytes suweonensis (Kuramoto, 1980)
- Tarka levelibéka (Dryophytes versicolor) (LeConte, 1825)
- Dryophytes walkeri (Stuart, 1954)
- Dryophytes wrightorum (Taylor, 1939)